# Varga János (állatorvos)
Varga János (Győr, 1941. június 3. –) magyar állatorvos, mikrobiológus, járványügyi szakértő, egyetemi tanár, a Magyar Tudományos Akadémia rendes tagja. Kutatási területe az állatorvosi mikrobiológia, illetve a háziállatok fertőző betegségei. Számos állatbetegség elleni oltóanyag kifejlesztője.

## Életpályája
1959-ben érettségizett, majd felvették az Állatorvostudományi Főiskolára (1962 után Állatorvostudományi Egyetem), ahol 1964-ben szerzett állatorvosi diplomát. Diplomájának megszerzése után az MTA Állatorvos-tudományi Kutatóintézetben kapott gyakornoki állást. 1967-ben átment alma materére, ott a járványügyi és mikrobiológiai tanszéken dolgozott (először tanársegédként). 1973-tól adjunktusi, majd 1982-től egyetemi docensi beosztásban oktatott. 1985-ben vette át egyetemi tanári kinevezését. Abban az évben bízták meg a tanszék vezetésével is, amelyet 1990-ig vezetett. 1999 és 2002 között Széchenyi professzori ösztöndíjas volt.
1976-ban védte meg az állatorvos-tudományok kandidátusi, 1994-ben akadémiai doktori értekezését. Az MTA Állatorvos-tudományi Bizottságának lett tagja 1989-ben. Három évvel később a bizottság titkára, majd 1999-ben annak elnöke lett. 2001-ben rövid ideig az Magyar Tudományos Akadémia közgyűlési képviselője. Ugyanabban az évben megválasztották az MTA levelező, 2007-ben pedig rendes tagjává. 1996 és 2000 között a Doktori Tanács Állattenyésztési és Állatorvos-tudományi Bizottságát vezette. Emellett 2005-ben az Országos Állategészségügyi Tanács vezetésével is megbízták. A Magyar Mikrobiológiai Társaság és a Magyar Zoonózis Társaság vezetőségi tagja. A Magyar Állatorvosok Lapja és az Acta Veterinaria Hungarica szerkesztőbizottságának tagja.

## Munkássága
Fő kutatási területei az állatorvosi mikrobiológia és a háziállatok fertőző betegségei.
Tudományos munkássága során fontos eredményeket ért el az Escherichia coli (E.coli) baktérium antigénszerkezetének kutatása során: a patogenitás (tehát a betegség-okozó képesség) szempontjából fontos antigének, ezen belül is a burok- és a fimbria  antigének előfordulása, valamint az általuk okozott betegségek elleni védekezés módjai terén. Ennek keretében több oltóanyagot fejlesztett ki és állított elő. Vakcina-előállítási tevékenysége a kérődző állatok (például szarvasmarhák) is jelentős.  A Pasteurella haemolytica baktériumtörzsének szerotípusainak vizsgálata során a kérődző állatokban okozott betegségeket és védekezésük elleni lehetőségeit vizsgálta.
A madáregészségtan terén a tífusz és a paratífusz kutatásában és a baromfitífusz igazságügyi vonzataiban alkotott maradandót. Ezenkívül más betegség-okozó baktérium antigénszerkezetét és állatoknak okozott betegségeit vizsgálta (egyes Campylobacter fajok, Rhodococcus equi). Az állati eredetű influenzatípusok elleni oltóanyag-előállításban ért el jelentős eredményeket (lóinfluenza, madárinfluenza), de foglalkozik a sertésinfluenza kérdéseivel is. Munkássága során tizenegy szabadalmat jegyeztetett be.

## Díjai, elismerései
- Derzsy-díj (1997)
- Manninger-emlékérem (1998)
- Tolnai Sándor-díj (2000)
- Marek József-emlékérem (2001)
- Magyar Köztársasági Arany Érdemkereszt (2004)
- Hutÿra Ferenc-emlékérem (2006)
- Hőgyes Aujeszky-emlékérem (2009)

## Főbb publikációi
- Serogroups of Campylobacter fetus and Campylobacter jejuni Isolated in Cases of Ovine Abortion (1990)
- A zoonosisok járványtana (szerk., 1993)
- A kedvtelésből tartott állatok fontosabb zoonózisai (1997)
- A fertőző állatbetegségekre vonatkozó jogszabályok harmonizációja az EU-val és ennek gyakorlati konzekvenciái (1997)
- A háziállatok fertőző betegségei II. Járványtan (1999)
- Campylobacter fajok okozta fertőzések a háziállatokban és az emberekben (2001)
- Hazai szarvasmarha-állományaink mentesítése néhány fertőző betegségtől (2002)
- Nyugat-nílusi láz (társszerző, 2003)